# Opatovický písník
Opatovický písník (též Písník Březhrad, či Opaťák) je vodní plocha o rozloze 30 ha vzniklá po těžbě štěrkopísku ukončené v roce 2001. Písník se nalézá v okrese Pardubice, převážně v katastrálním území Pohřebačka obce Opatovice nad Labem (pouze část jižního břehu leží přímo v k.ú. Opatovice nad Labem), v bezprostřední blízkosti severního břehu se nachází katastrální území Březhrad města Hradce Králové.
Písník je využíván jako rybářský revír a v letním období je využíván především občany Hradce Králové pro rekreační koupání. Písník má převážně travnaté pláže a voda je většinou velmi dobré kvality . Na západním břehu je malá část pláže vedle naturistického kempu tradičně nudistická.
Po rekonstrukci silnice I/37 na rychlostní komunikaci je přístup pro motoristy s možností parkování možný prakticky pouze ze západní strany z místní komunikace podél železniční trati (přístup k vodě ve směru od křižovatky se silnicí 324) a částečně po prašné cestě na severním břehu.
Příjezd je možný také vlakem na stanici Opatovice nad Labem-Pohřebačka v bezprostředním sousedství; u části osobních vlaků, které ji projíždějí, je nutné použít asi 1 km vzdálenou zastávku Opatovice nad Labem. Asi 1 km daleko od severního břehu je také zastávka královéhradecké MHD v Březhradě.

## Galerie

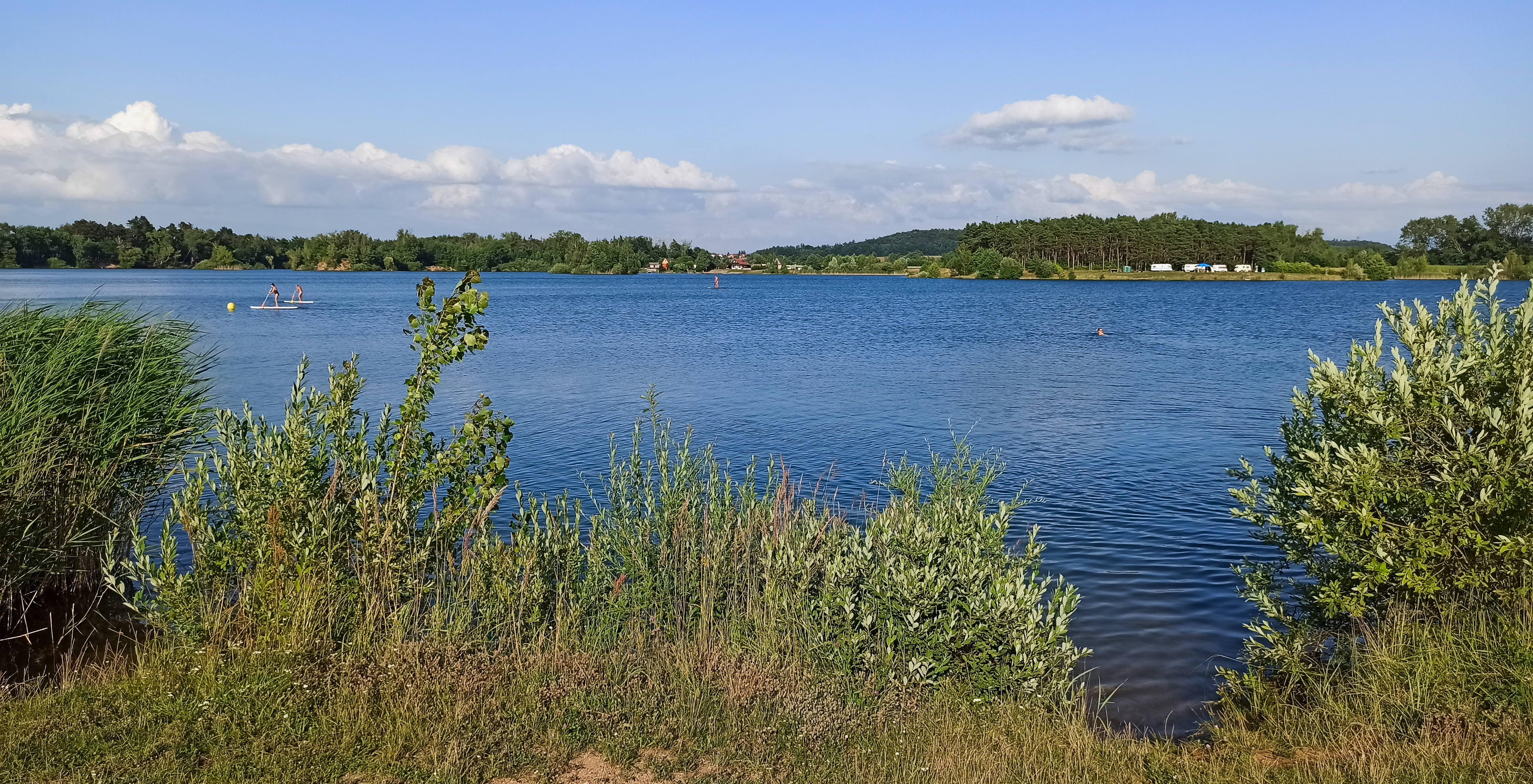
Opatovický písník léto 2021
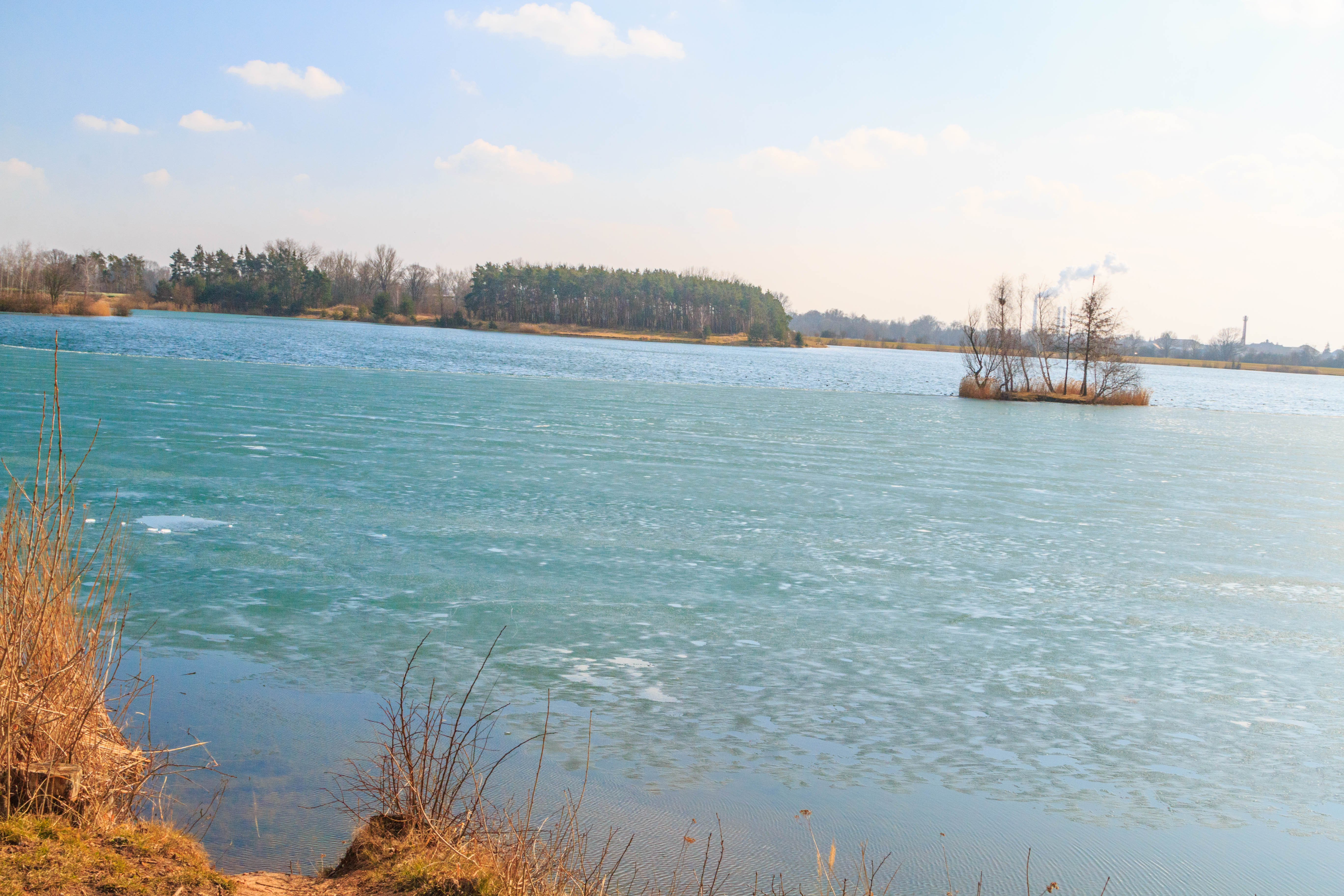
pohledy na Opatovický písník
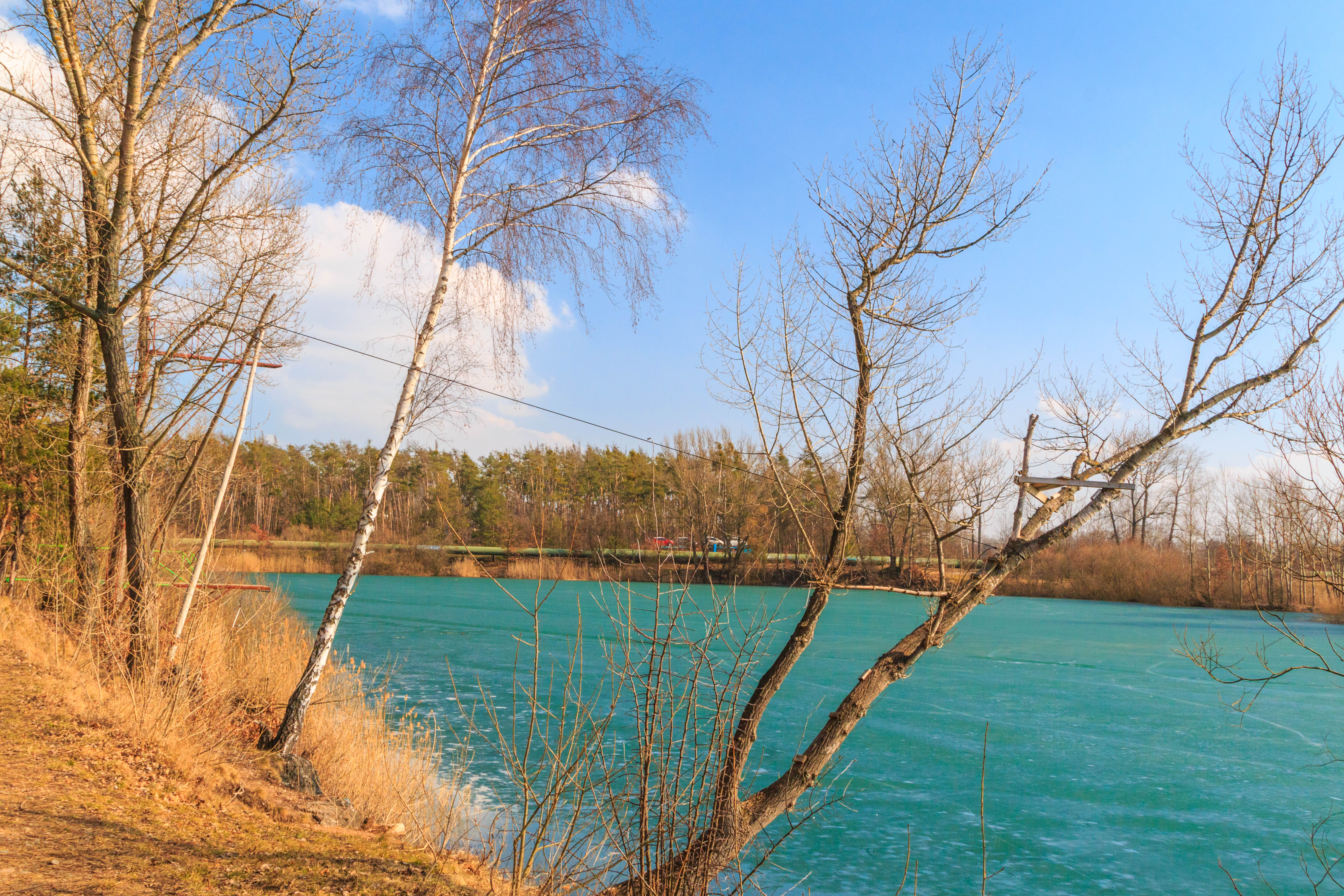
pohledy na Opatovický písník
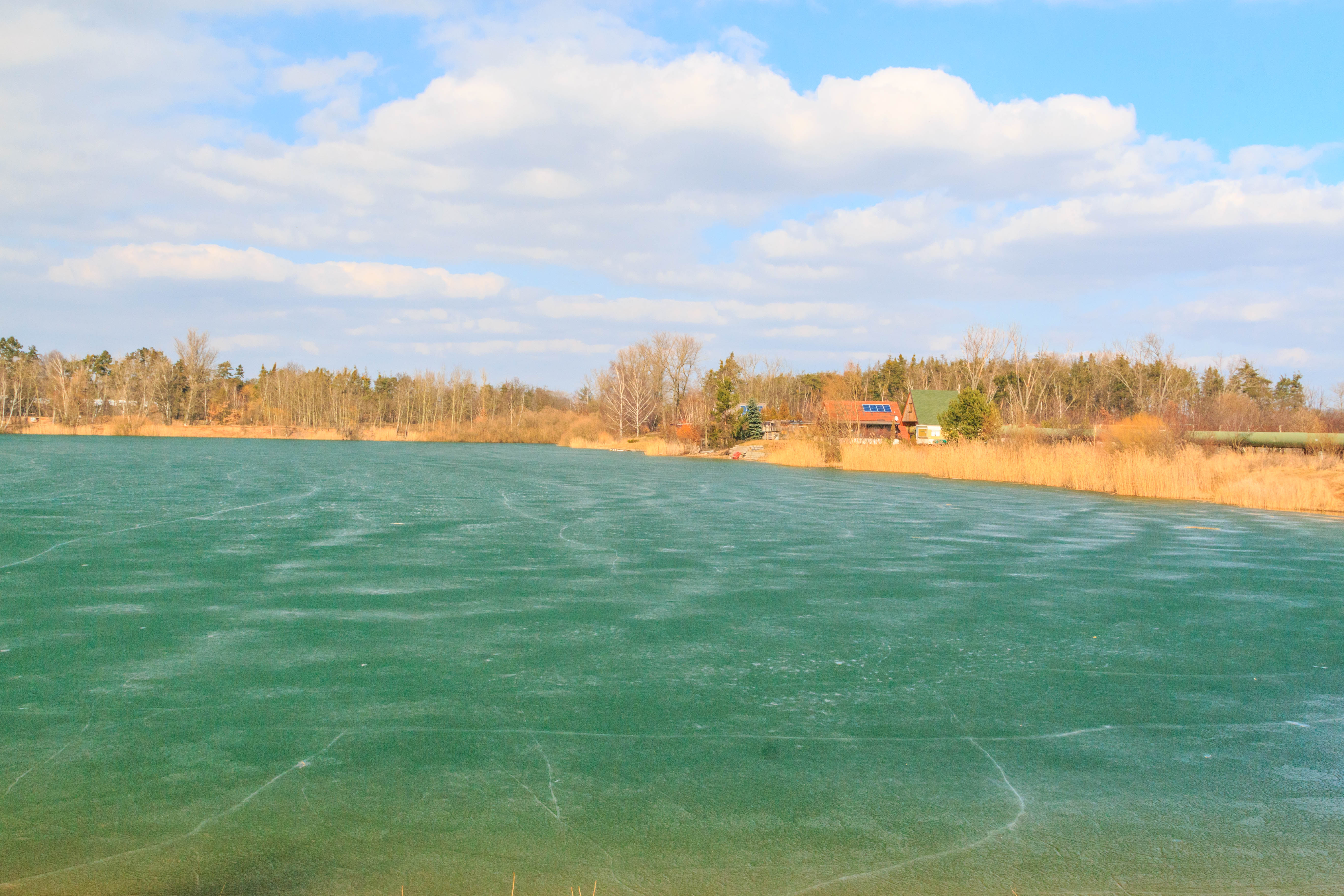
pohledy na Opatovický písník
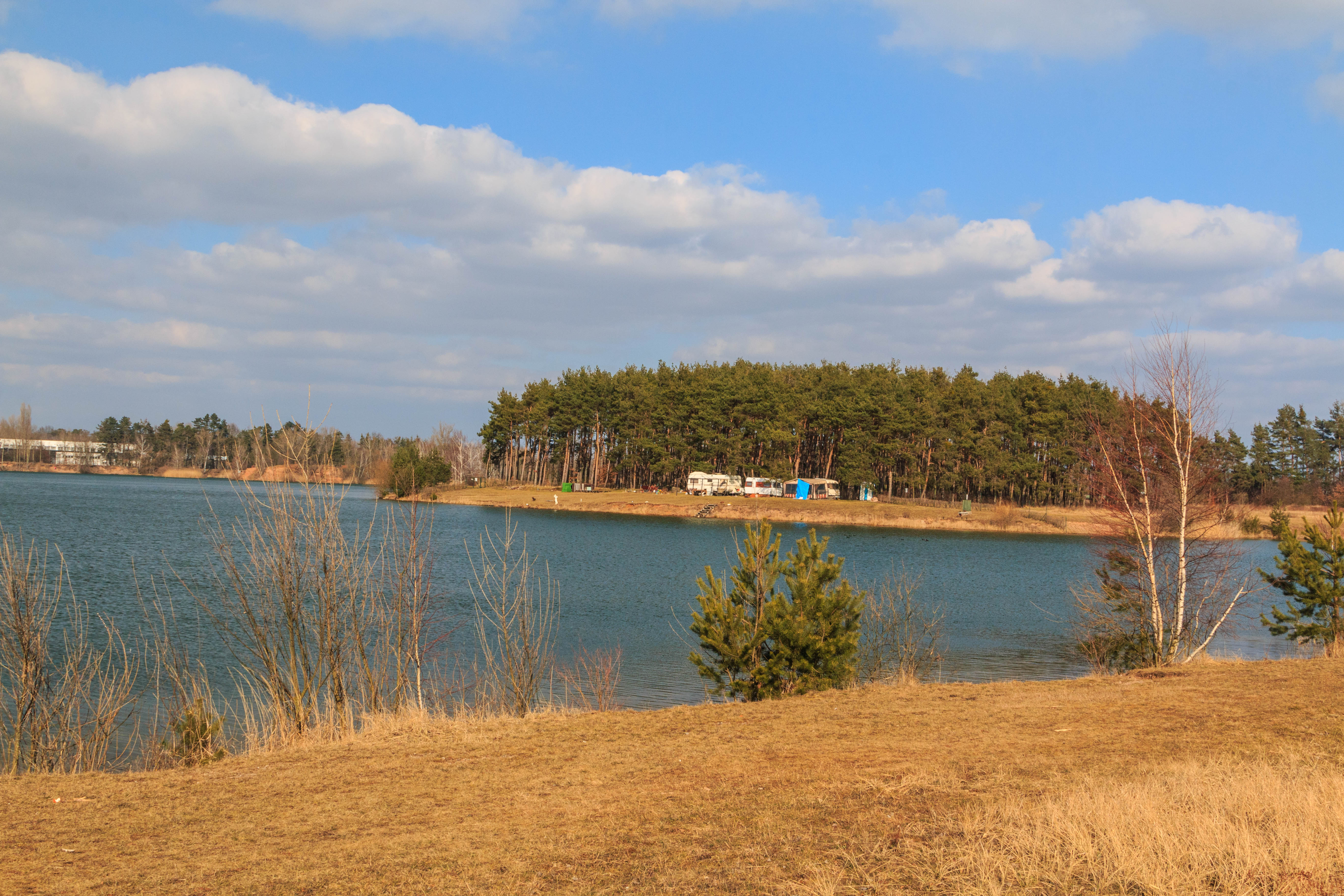
pohledy na Opatovický písník